# Benedicto X (antipapa)
Benedicto X, de nombre Juan Mincio (Roma, ¿?-Canossa, 1073 o 1080) fue antipapa de 1058 a 1059.

## Biografía
Obispo de Velletri en 1050, hijo de una tal Milia o Emilia y Guido, uno de los vástagos de Alberico III, por lo que tuvo el apoyo de los condes de Túsculo para ser elegido papa a la muerte de Esteban IX con el nombre de Benedicto X.
Su elección no contó con la aprobación de todo el colegio cardenalicio ya que parte del mismo se opuso a la misma al alegar que se había producido mediante precio (simonía); por lo que los disconformes se reunieron con el cardenal Hildebrando, quien sería el  futuro papa Gregorio VII, que no había participado en la elección por encontrarse en ese momento en Alemania, y procedieron a elegir en la ciudad de Siena, en diciembre de 1058, como sucesor de Esteban IX al obispo de Florencia, Gerhard de Borgoña, quien adoptó el nombre de Nicolás II.
Nicolás II, camino de Roma, celebró en Sutri un sínodo en el que depuso y excomulgó a Benedicto X quien se vio obligado a huir de la ciudad santa; aunque siguió reclamando sus derechos hasta que, tras varias derrotas militares de sus partidarios, se vio obligado a dejar de considerarse papa.
Tras su renuncia fue encarcelado hasta su muerte de la que no se tiene noticia cierta, aunque los historiadores la fijan en 1073 o 1080.